# VOLUIT
VOLUIT is een lokale politieke beweging uit Beringen, in de Belgische provincie Limburg. De lijst is initiatief van Open Vld Beringen, met onafhankelijke gemeenteraadsleden Bert Schoofs (voormalig politicus voor Vlaams Belang) en Rudy Heyligen. Ze werd opgericht in aanloop naar de gemeenteraadsverkiezingen van 2018.
Sinds begin 2021 is Marieke Meelberghs fractievoorzitter van VOLUIT, waarin ze Hilaire Poels opvolgde.
Voluit is een lokale politieke formatie die is ontstaan uit een coalitie van verschillende partijen, waaronder Open VLD, om succes te boeken bij gemeenteraadsverkiezingen. Dit soort samenwerkingsverbanden komen vaker voor in de lokale politiek, vooral wanneer een partij, zoals Open VLD in dit geval, moeite heeft om zelfstandig voldoende stemmen te behalen. Door een alliantie te vormen met andere partijen kunnen ze hun krachten bundelen, gezamenlijke doelen nastreven en hun kans vergroten om verkozen te worden.
Deze samenwerkingen zijn vaak strategisch van aard. Ze brengen verschillende ideologieën en achterbannen samen om een breder publiek aan te spreken. In veel gevallen leiden deze coalities tot nieuwe partijen of kartels die alleen op lokaal niveau opereren, maar soms kunnen ze ook breder doorwerken, afhankelijk van het succes.

## Geschiedenis
Als nieuwe partij deden ze voor het eerst mee aan de gemeenteraadsverkiezingen van 2018. Ze behaalde 6 van de 35 zetels. Ze vormde een coalitie samen met N-VA en CD&V. Dit was een wissel aan de macht na 18 jaar coalitie tussen sp.a en CD&V. Bert Schoofs werd voor de eerste twee jaar voorzitter van de gemeenteraad. Tijs Lemmens en An Moons werden schepen. Hilaire Poels, Gosha Rosinska-Peeters en Marieke Meelberghs zetelden als gemeenteraadslid.  